# Liste der Naturdenkmale in Braunweiler
Die Liste der Naturdenkmale in Braunweiler nennt die im Gemeindegebiet von Braunweiler ausgewiesenen Naturdenkmale (Stand 7. März 2024).

## Naturdenkmale
| Nr.         | Bezeichnung | Lage                               | Beschreibung       | Bild            |
| ----------- | ----------- | ---------------------------------- | ------------------ | --------------- |
| ND-7133-433 | Sommerlinde | Lindenstraße, gegenüber Nr. 6 Lage | Tilia platyphyllos | Fotos hochladen |